# Księstwo krakowskie
Księstwo krakowskie (łac. Ducatus Cracoviensis) – księstwo dzielnicowe polskie na ziemi krakowskiej, wykształcone z istniejącej od 1138 r. dzielnicy senioralnej. Po 1314 r. księstwo krakowskie zostało przekształcona w województwo krakowskie.

## Historia
Po podziale państwa polskiego, w okresie rozbicia dzielnicowego w 1138 roku, pomiędzy synów Bolesława III Krzywoustego, ziemia krakowska została przekazane, niezależnie od Śląska, najstarszemu z nich, Władysławowi II Wygnańcowi jako część dzielnicy senioralnej. Od 1173 r. należała do seniora Mieszka III Starego. W wyniku buntu przeciw niemu w latach 1177–1191 dzielnicą władał Kazimierz II Sprawiedliwy. Po 1314 roku ziemia krakowska została przekształcona w województwo krakowskie, które w niezmienionym kształcie weszło następnie w skład administracyjny I Rzeczypospolitej.

## Książęta krakowscy
- Władysław III Laskonogi (1228–1229)
- Henryk I Brodaty (1229)
- Konrad I mazowiecki (1229–1232)
- Henryk I Brodaty (1232–1238)
- Henryk II Pobożny (1238–1241)
- Bolesław II Rogatka (1241)
- Konrad I mazowiecki (1241–1243)
- Bolesław V Wstydliwy (1243–1279)
- Leszek Czarny (1279–1288)
- Bolesław II mazowiecki (1288)
- Henryk IV Prawy (1288–1289)
- Bolesław II mazowiecki (1289)
- Władysław I Łokietek (1289)
- Henryk IV Prawy (1289–1290)
- Przemysł II (1290–1291)
- Wacław II (1291–1305)
- Władysław I Łokietek (1305–1314)